# حادثه نورمانتون

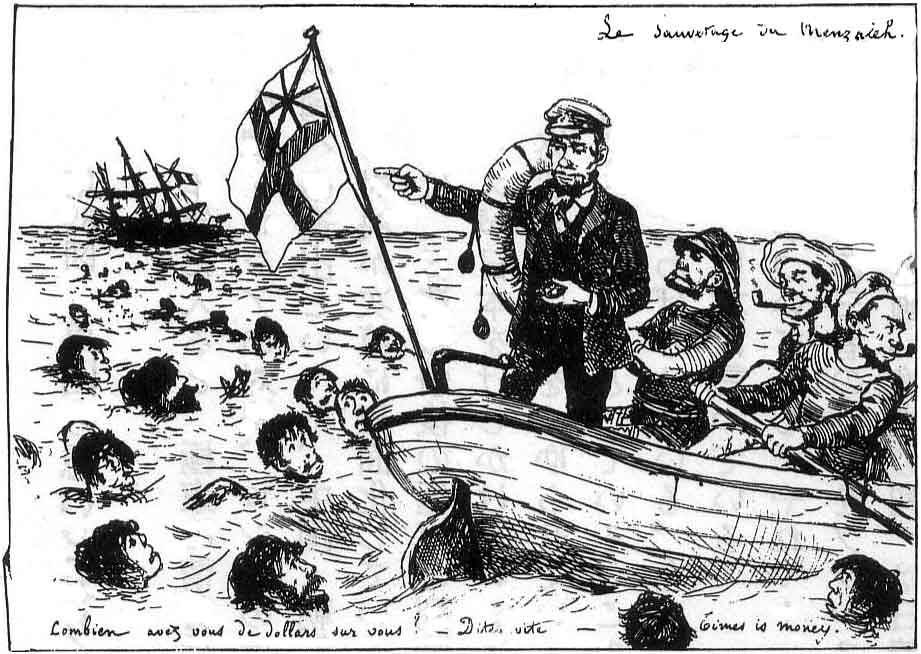
یک هنرمند فرانسوی که بیشتر کار خود را به امور ژاپن اختصاص داده بود، اوایل این ایده را تصویب می‌کرد که معاهده نابرابر وضع شده در مورد ژاپن باید اصلاح شود. در این کار خاص، بیگوت با مقایسه آن با رفتار خدمه نورمنتون، غرق شدن یک کشتی پستی فرانسوی را که در سال ۱۸۸۷ در ساحل شانگهای گم شده بود، هجو می‌کند. در این کارتون، کاپیتان دریک سوار قایق نجات می‌شود و از افرادی که در امواج غرق شده‌اند می‌پرسد: "چقدر پول روی خود داری؟ سریع! زمان پول است!"

حادثه نورمانتون (به ژاپنی: ノルマントン号事件, Norumanton-gō jiken) مجموعه‌ای از حوادث مربوط به غرق شدن یک کشتی تجاری انگلیسی به نام نورمانتون در ساحل استان واکایاما در ۲۴ اکتبر ۱۸۸۶ بود.
این کشتی در هنگام حرکت و غرق شدن به نام یک شرکت مادامسون و بل Madamson & Bell ثبت شده بود و همه مسافران ژاپنی را غرق کرد. هنگامی که در پی این رویداد پرونده قضایی تشکیل و دادگاه انگلیس برای ژاپن نتیجه بررسی این شد که خدمه کاپیتان کشتی انگلیسی مقصر نیستند، واکنش و هیجان بزرگی در بین مردم ژاپن ایجاد شد.